# الحجير (إب)

تعديل مصدري - تعديل

الحجير محلة تابعة لقرية عراجز، التابعة لعزلة ميتم بمديرية إب إحدى مديريات محافظة إب في الجمهورية اليمنية.، بلغ تعداد سكانها 79 حسب تعداد اليمن لعام 2004.